# Gymnogramma mollissima
Gymnogramma mollissima là một loài thực vật có mạch trong họ Adiantaceae. Loài này được Fisch. ex Kunze miêu tả khoa học đầu tiên năm 1850.